# Тейлор, Томас Сильвестер
Томас Сильвестер (Том) Тейлор (англ. Thomas Sylvester Taylor; 4 декабря 1880, Галт, Онтарио — 15 августа 1945, Виннипег) — канадский футболист, чемпион летних Олимпийских игр 1904. Выступал за клуб «Галт».
На Играх 1904 года в Сент-Луисе Тейлор выступал за сборную Канады, которую представлял клуб «Галт». Выиграв два матча и забив в них три гола, он занял первое место и выиграл золотую медаль.